# Мунар
Мунар (рум. Munar) — село у повіті Арад в Румунії. Входить до складу комуни Секусіджу.
Село розташоване на відстані 438 км на північний захід від Бухареста, 23 км на захід від Арада, 41 км на північний захід від Тімішоари.

## Населення
За даними перепису населення 2002 року у селі проживали 502 особи.
Національний склад населення села:
| Національність | Кількість осіб | Відсоток |
| -------------- | -------------- | -------- |
| румуни         | 418            | 83,3%    |
| угорці         | 62             | 12,4%    |
| серби          | 19             | 3,8%     |

Рідною мовою назвали:
| Мова      | Кількість осіб | Відсоток |
| --------- | -------------- | -------- |
| румунська | 418            | 83,3%    |
| угорська  | 62             | 12,4%    |
| сербська  | 18             | 3,6%     |